# Tanaya Beatty
Tanaya Beatty, född 12 februari 1991 i Vancouver, är en kanadensisk skådespelare.
Beatty har bland annat medverkat i TV-serierna Yellowstone och The Night Shift. Hon har även medverkat i filmen Crimes of the Future.

## Filmografi (i urval)
- 2016–2017 – The Night Shift (TV-serie)
- 2018–2022 – Yellowstone (TV-serie)
- 2022 – Crimes of the Future